# Alta Autoridad

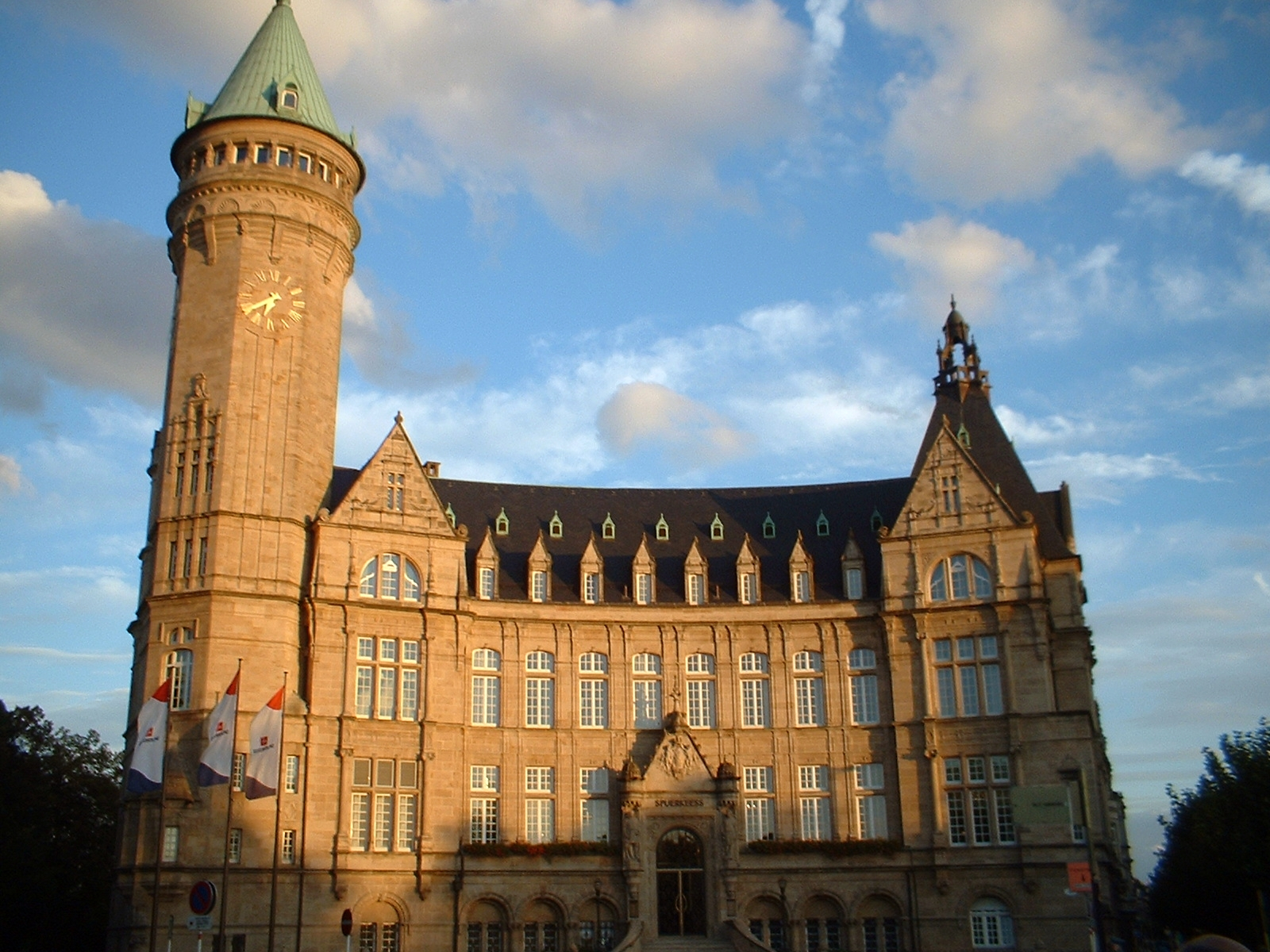
Edificio principal del BCEE - la antigua sede de la Alta Autoridad de la CECA se encuentra enfrente, en la avenida de la Liberté.

La Alta Autoridad era el órgano ejecutivo colegiado y supranacional de la Comunidad Europea del Carbón y del Acero, creada por el Tratado de París de 1951, después de la declaración de Robert Schuman. Fue fusionada en 1965 con las comisiones de la CEE y del Euratom para formar una Comisión Europea única, instalada en Bruselas —y no en Luxemburgo como la Alta Autoridad—.  
El 23 de julio de 1952 entra en vigor el Tratado CECA.   Jean Monnet es nombrado primer presidente de la Alta Autoridad (Paul-Henri Spaak era entonces presidente de la Asamblea). Monnet dimite en noviembre de 1954 tras el fracaso de la CED. Es reemplazado en 1955 por René Mayer.
Durante el Consejo de Ministros de diciembre de 1963, los gobiernos de los Seis deciden fusionar las principales instituciones de las Comunidades Europeas, reforma que entra en vigor el 1.º de julio de 1967, una vez que el Tratado de Fusión de los Ejecutivos de 1965 es ratificado.  
La Alta Autoridad era una institución supranacional, sus decisiones en el campo del carbón y del acero tenían un valor jurídico obligatorio para los Estados miembros. Se trata de una de las raras ocasiones donde una institución europea recibía un poder superior al de sus Estados miembros.  
La Alta Autoridad estaba compuesta por nueve miembros. Ocho de esos miembros, políticos e industriales, eran nominados mediante consenso por los Estados miembros. El noveno miembro era el presidente, elegido por los otros ocho.